# Nina Tornberg
Nina Tornberg ist eine schwedische Diplomatin.

## Leben
Tornberg übte verschiedene Aufgaben für das schwedische Außenministerium in Stockholm aus. Seit September 2023 ist sie Ständige Vertreterin im Range einer Botschafterin bei der Welthandelsorganisation. Am 6. September 2023 überreichte sie ihre Dokumente an Generaldirektorin Okonjo-Iweala. Sie ist in dieser Funktion Leiterin der Arbeitsgruppe für den WTO-Beitritt Somalias.